# Ур-Нингишзида
Ур-Нингишзида — правитель (энси) Эшнунны, правил во второй половине XX века до н. э. Возможно, сын Азузума, брат Ур-Нинмарки.

## Список датировочных формул Ур-Нингишзида
|   | |
| a | Год, когда парные ладьи для Тишпака были сделаны OIP 43 89 mu ma2-gur8 masz-tab-ba dtiszpak-ka ba-dim2                                                                          |
| b | Год после года, когда парные ладьи для Тишпака были сделаны OIP 43 90 mu us2-sa ma2-gur8 masz-tab-ba dtiszpak-ka ba-dim2                                                        |
| c | Год, когда статуя, [представляющая энси] стоящим была сделана для храма Тишпака OIP 43 82, 182 mu urudualan gub-ba e2-dtiszpak-[ka] ba-dim2                                     |
| d | Год, когда деревянное ложе для храма Тишпака и медная статуя для храма Нингишзиды были сделаны OIP 43 92 mu giszna2! ... e2-dtiszpak-ka u3 urudualan e2-dnin-gis-zi- <> ba-dim2 |

| Династия Эшнунны            |                                                 |                       |
| Предшественник: Ур-Нинмарки | правитель Эшнунны 1-я половина XX века до н. э. | Преемник: Ипик-Адад I |